# Гаврилюк Ігор Володимирович
І́гор Володи́мирович Гаврилю́к (нар. 15 вересня 1984 — 18 лютого 2015) — лейтенант Збройних сил України учасник російсько-української війни.

## Життєвий шлях
2001 року закінчив Томашпільську ЗОШ, 2006-го — Одеську національну академію зв'язку ім. О. С. Попова, на військовій кафедрі здобув звання офіцера запасу. Працювати почав на 5-му курсі навчання електромеханіком електрозв'язку одеського ТОВ «Діском». Протягом 2006—2009 років працював у Центрі електрозв'язку № 6 (Вінницька філія ВАТ «Укртелеком») — електромеханіком, інженером електрозв'язку, інженером АТС. По тому працював у ТОВ «Ренджи Томашпіль» — бригадир на будівництві фотогальванічної електростанції (на території Гнатківської сільської ради Томашпільського району). Захоплювався східними єдиноборствами.
Мобілізований 1 серпня 2014-го, за контрактом, лейтенант 30-ї окремої механізованої бригади; заступник командира роти по роботі з особовим складом.
Загинув під час виходу українських військ із Дебальцевого.
Похований в Томашполі.
Без сина лишились батьки.

## Нагороди та вшанування
- Указом Президента України № 553/2015 від 22 вересня 2015 року — орденом Богдана Хмельницького III ступеня (посмертно)[1]
- 16 вересня 2015-го на фасаді томашпільської школи встановлено меморіальну дошку Ігорю Гаврилюку
- 28 січня 2016 року вулицю Леніна в Томашполі перейменовано на вулицю Ігоря Гаврилюка.